# Honungsbi
Honungsbi eller tambi (Apis mellifera) är en art i insektsordningen steklar som tillhör familjen långtungebin (Apidae). 
Honungsbiet är ett socialt bi, det vill säga att det bildar samhällen. Ett fullständigt bisamhälle utgörs av en drottning (en fullmogen hona som även kallas visen), 200 till 300 drönare, samt från 10 000 (övervintrande) till som mest uppåt 90 000 arbetsbin, som alla är sterila honor. Dessa har förmåga att kommunicera rörande förekomster av rika näringskällor och kan på så sätt samordna arbetsinsatsen när de samlar in nektar och pollen.
Honungsbiet är en av mycket få insekter som hålls som husdjur av människan (domesticering av arten inleddes troligen i Mellanöstern för ungefär 9 000 år sedan), främst på grund av sin förmåga att tillverka honung av nektar, men också för den tjänst det utför genom pollinering av fruktträd och andra odlade växter. I Sverige är tambin den viktigaste pollinatören på odlade fält av raps och rybs (men när det gäller klöver, bär- och fruktodling liksom den vilda floran är det solitärbin och humlor som är de viktigaste pollinatörerna). Även bivax är en för människan användbar produkt som bisamhället tillhandahåller.

## Kännetecken och historik

### Kännetecken

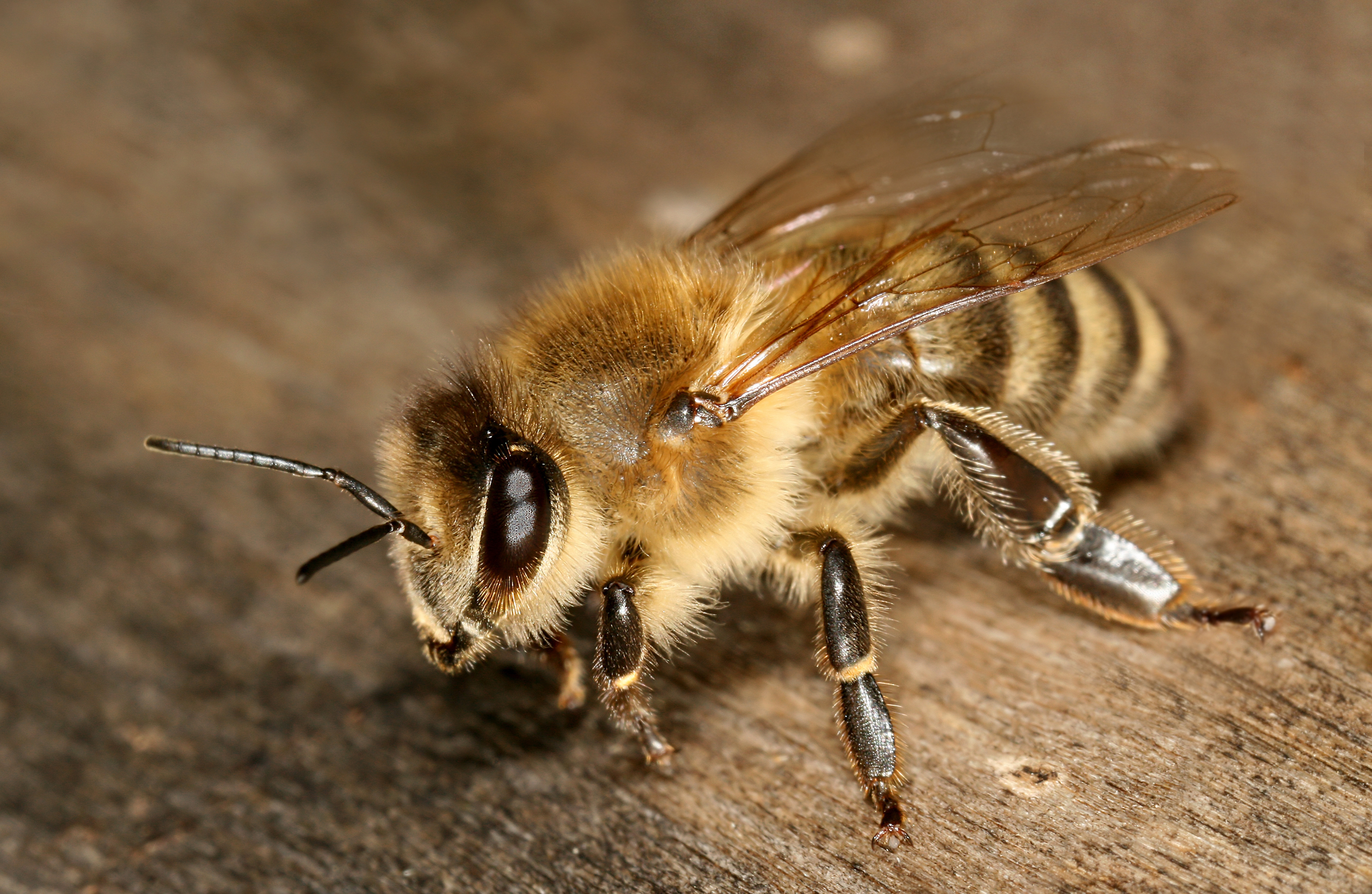
Ett arbetsbi av underarten A. m. carnica

Drottningen känns igen på att hon är större än arbetsbina och att bakkroppen är spetsigare. Både drottning och arbetsbin har brutna antenner och två separata fasettögon. Drönarna har klumpigare kroppsform, trubbig bakkropp, raka antenner och stora fasettögon som går ihop i pannan. Drönarna saknar gadd. Hos drottning och arbetsbin ligger gadden normalt indragen och dold. Den är försedd med hullingar och står i förbindelse med en giftkörtel. Drottningen och drönarna har förkrympta mundelar. Hos arbetsbina är munnen välutvecklad och består av en kort överläpp, ett par korta men starka överkäkar (mandibler), ett par långa, smala underkäkar (maxiller) och en underläpp som bildar en lång, tätt hårig tunga. För insamlande av pollen är bakersta benparets första fotled stor, tätt hårig och bildar den så kallade borsten. Skenbenet har på yttersidan en fördjupning omgiven av hår, den så kallade pollenkorgen, där pollenet transporteras.

### Historik och underarter
Arten honungsbi utvecklades antagligen för mindre än en miljon år sedan i eller nära det östra Medelhavsområdet. Föregångaren, som fanns på den iranska högplatån för sex miljoner år sedan, stammade från alla bins gemensamma "stamfader", som existerade i Sydostasien för tio miljoner år sedan.
Idag finns honungsbiet över hela världen där det finns tillgång till nektarbärande blommor. En domesticering av arten fanns redan i Mellanöstern för cirka 9 000 år sedan, och säkra tecken på att bin domesticerats finns i samband med byggandet av de egyptiska pyramiderna. Redan innan dess samlade människor in honung från vildbin. Insamlad vildhonung ingår även i chimpansers kosthållning.
Det finns flera olika underarter av honungsbiet. Ett av de en gång mest spridda var det nordiska biet, Apis mellifera mellifera. Detta bi kom till Skandinavien för cirka 10 000 år sedan, i samband med att inlandsisen drog sig tillbaka. Biet är nästan svart till färgen. Det nordiska biet har gått mycket kraftigt tillbaka på senare tid och avelsarbete pågår för att rädda det.
En annan underart är det italienska biet, Apis mellifera ligustica. Biet härstammar från italienska halvön och är gult till färgen. Trots att det är anpassad till ett liv i medelhavsklimat är rasen mycket populär bland svenska och finska biodlare. 
Krainerbiet, Apis mellifera carnica, härstammar från trakterna norr om Svarta havet. Detta bi är anpassad för en kort vår, en het sommar och en lång vinter. Därför har det en mycket kraftig utveckling av sina samhällen på våren.
Genom att korsa olika underarter under kontrollerade former har det varit möjligt för människan att få fram nya raser med för biodling mycket goda egenskaper. Ett exempel på det är det framavlade Buckfastbiet (latinskt namn finns ej). Denna biras togs fram av munken broder Adam på klostret Buckfast i Devon, England. Buckfastbiet är det vanligaste biet i Sverige. Biet har en gråaktig färgton, vanligen med två eller tre gulbruna band på främre delen av bakkroppen.

## Levnadssätt
Drottningens uppgift är att lägga ägg, drönarnas att befrukta drottningar. Allt arbete inom bisamhället uträttas av arbetsbina. I vilt tillstånd bor bin vanligen i ihåliga träd och de första bikuporna var troligtvis urholkade trädstammar. Nu används kupor av olika konstruktion. Arbetsbinas uppgifter är insamlande och beredande av föda och byggnadsmaterial, bostadens inredande, vården av larver och samhällets försvarande mot inkräktare. 

### Insamling

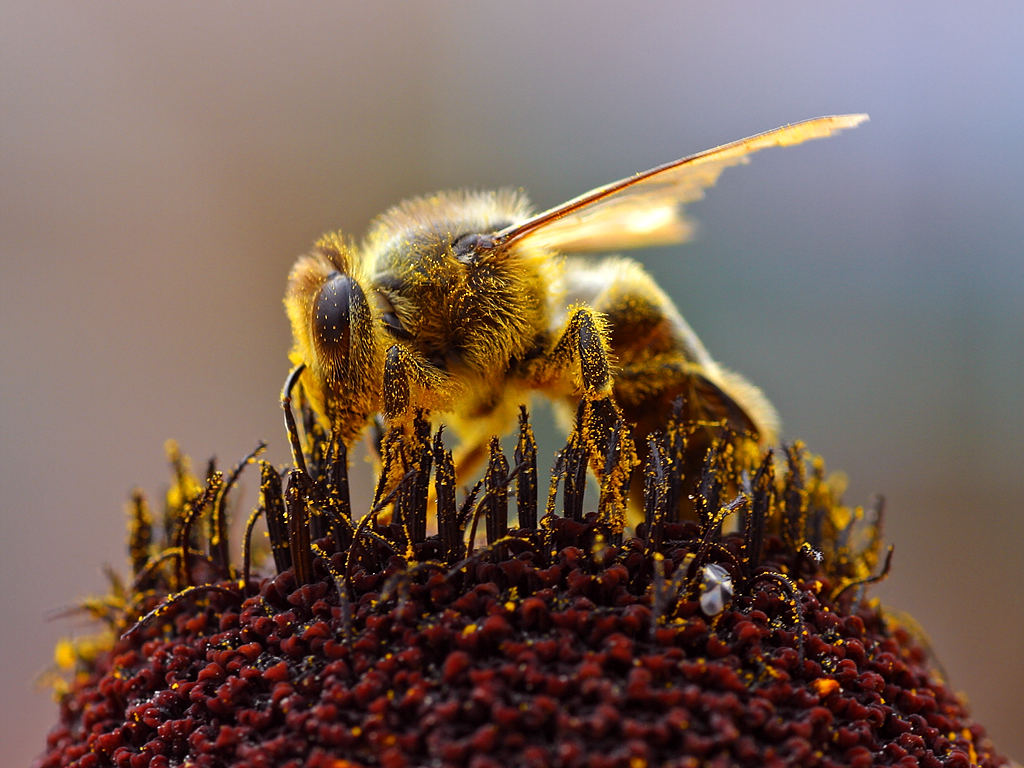
Ett bi som samlar pollen

Honungsbiet har två näringskällor: nektar, som framför allt innehåller kolhydrater, och pollen, som framför allt innehåller protein. Nektarn slickas av arbetsbina upp ur blommorna med hjälp av tungan och upptas i en utvidgad del av matstrupen, den så kallade honungsmagen. Nektarn omvandlas i biet till honung, som lagras i bikakorna i boet. En del av nektarn använder dock biet för sitt eget behov. Då övergår den från honungsmagen till nästa avdelning av tarmkanalen, chylusmagen, där den absorberas. Då domesticeringen har förändrat honungsbiet så att det producerar mycket mer honung än kolonin behöver tar biodlaren på hösten bort honungen från bikupan och ersätter den med en sockerlösning.
När biet tränger in i blommorna fastnar pollen på alla håriga kroppsdelar. Därifrån avborstas det sedan och fastklibbas på bakbenens pollenkorg. Ännu mer pollen insamlas avsiktligt genom att biet med sina starka överkäkar öppnar de ståndarknappar som ännu inte spruckit upp, tar frömjölet med de främsta fötterna och flyttar det först till de mellersta och sedan till de bakersta extremiteterna, i vilkas pollenkorg det samlas upp och bildar stora linsformiga klumpar. Dessa fördelas alltid lika på bägge benen, för att inte en ojämn belastning ska försvåra flygandet vid hemfärden. 
Övriga insamlade material utgörs av vatten och harts (kåda). Vatten insamlas på samma sätt som nektar och används efter hemkomsten dels till beredning av födan, dels till byggandet av boet. Men vatten samlas inte i förråd, utan det anskaffas utifrån behov. De hartsartade ämnena samlas från poppelns, björkens och andra lövträds knoppar och från de på kåda alltid rika barrträden och hemtransporteras liksom pollen i pollenkorgen. 
När biet samlat så mycket det orkar föra med sig flyger det den genaste vägen hem, lett av ett mycket gott lokalsinne. Vid framkomsten till kupan vilar sig biet vanligen en stund på flygbrädet och beger sig sedan in i kupan. De olika typerna av last lämnas av på olika sätt. Nektarn kan dels genast ges som föda till hemmavarande samhällsmedlemmar, dels tömmas i förrådsceller. En del celler innehåller nektar för de närmaste dagarna. Andra, vanligen de översta cellerna i varje kaka, innehåller förråd för framtiden och tillsluts med ett lock av vax. Nektarn skyddas för jäsning genom tillsats av lite myrsyra. Det pollen som inte används direkt till föda, nedpackas i särskilda celler. Ofta övergjuts det med nektar, varefter cellen täcks med ett vaxlock. De kådiga ämnena bildar det så kallade stoppvaxet, som används till att fästa vaxkakorna, tillstänga öppningar och springor, minska flyghålet när det är för stort, och så vidare. Vaxet är en ytterst viktig produkt för bisamhället. Medan de förut omtalade ämnena är produkter som bildas av växter och som bina för hem och använder i mer eller mindre oförändrat skick, produceras vaxet i biets kropp och bildas som en exkretionsprodukt från körtlar mellan segmenten på bakkroppens buksida. Det kommer fram i form av bladlika skivor som lossas med den så kallade tången, bildad av ledgången mellan skenbenet och första fotleden på de bakre extremiteterna, och förs till munnen där de med käkarna knådas och förarbetas tills de blir lämpliga att foga till vaxbygget.

### Bobygge

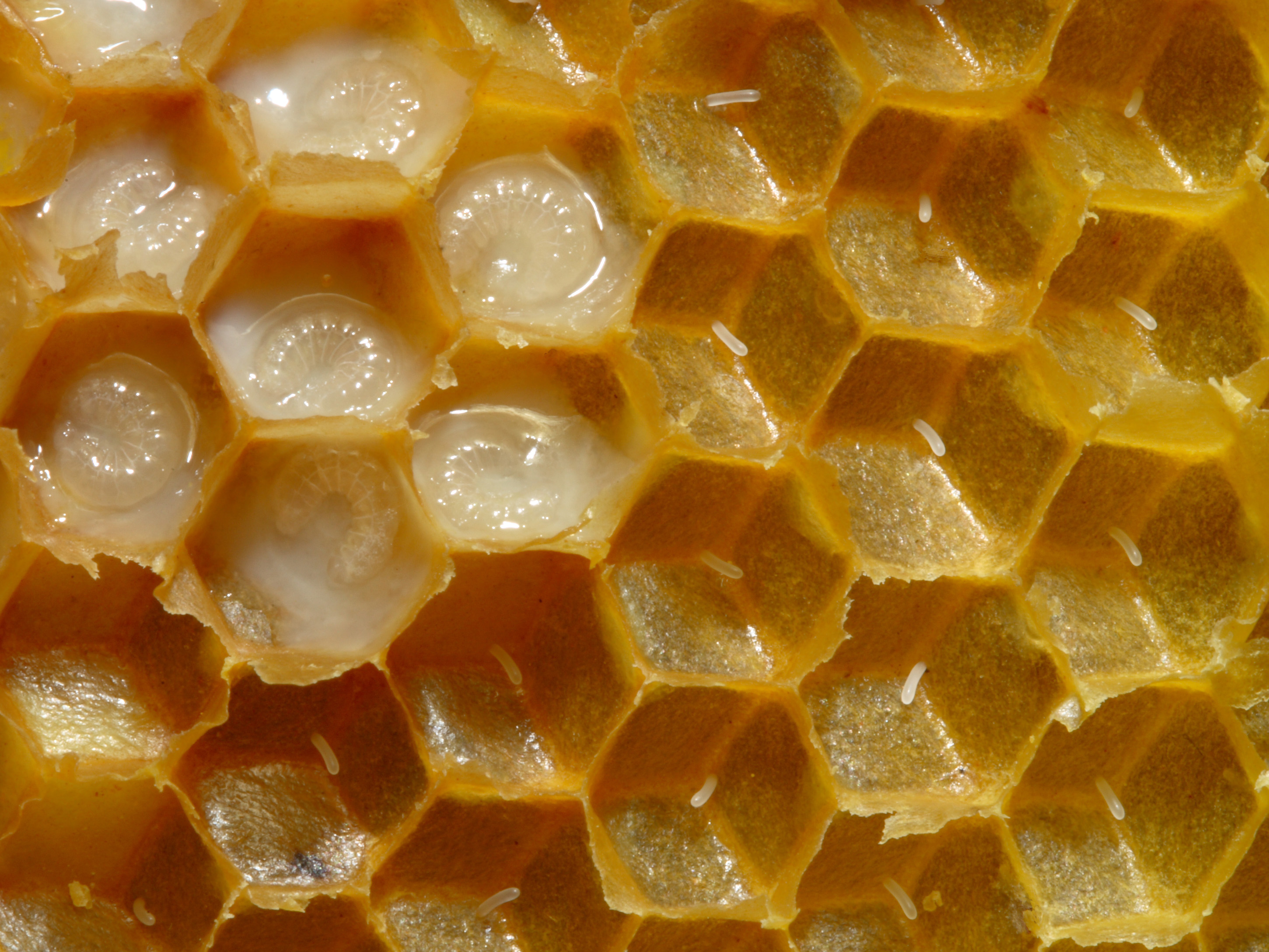
Celler med larver till vänster och celler med ägg till höger.

Vaxkakorna står lodrätt med ungefär 10 millimeters mellanrum. De byggs uppifrån och nedåt. Kakornas celler bildar regelbundna sexsidiga prismor, med tresidiga bottnar. Cellerna ligger i varje kaka i två lager med bottnarna mot varandra på så sätt att en cells tre bottenväggar ingår i bildande av bottnen åt tre motstående celler. Genom detta byggnadssätt får cellerna en för sitt ändamål lämplig form samtidigt som största sparsamhet med material iakttages. 
En del celler används till förvaringsrum för förråden, i andra utvecklas larverna. Dessa sexsidiga celler finns i tre storlekar, mindre för larver som ska bli arbetsbin, större för drönarlarver, och enstaka uthängda svärmceller för ungdrottningar. Arbetsbicellerna bildar det övervägande antalet, de är vanligen 12 millimeter djupa och är cirka 5 millimeter i diameter, så att det går 19 stycken på en decimeter och alltså ungefär 360 celler per kvadratdecimeter på varje sida. 
Drönarcellerna är 13 millimeter djupa och något över 6 millimeter i diameter, så att 15 i rad mäter en decimeter. Det går alltså omkring 225 stycken sådana på en kvadratdecimeter. Eftersom bägge slagen av celler förekommer på samma kaka finns så kallade övergångsceller av oregelbunden form mellan dem. I honungskakorna, som används till förvaring av honung, förlängs cellerna ibland i tider med god tillgång på nektar. De kan ibland bli så djupa som 37 millimeter. Utöver de sexsidiga cellerna finns större celler med oregelbunden, mer eller mindre rundad form för uppfödande av drottningar. Det finns endast ett fåtal sådana i varje bisamhälle och de finns vanligen i kanten av vaxkakorna. Kakorna kan tillväxa med en hastighet av 4 000 celler per dygn.

### Livscykel
Under den kalla årstiden sitter bina samlade på och mellan kakorna och bildar en klunga eller klase, vanligen i mitten av kupan. De faller inte som många andra övervintrande insekter i dvala, utan lyckas genom att sitta tätt sammanpackade samt inta föda ur de insamlade förråden, hålla kroppstemperaturen över 8 °C även under de kallaste vintermånaderna. I mars, ibland redan i februari, börjar drottningen lägga ägg i mitten av klungan, där temperaturen är högst. Äggläggandet är mycket långsamt i början. Allteftersom värmen tilltar på våren ökas äggläggningen. Den når sitt maximum i juni och juli, för att sedan avtaga och helt upphöra i oktober och november. Man har eventuellt kunnat urskilja äggläggningsperioder om 16-17 dygn, skilda av viloperioder om 5-7 dygn. Under årets lopp kan en drottning lägga upp till 500 000 ägg.

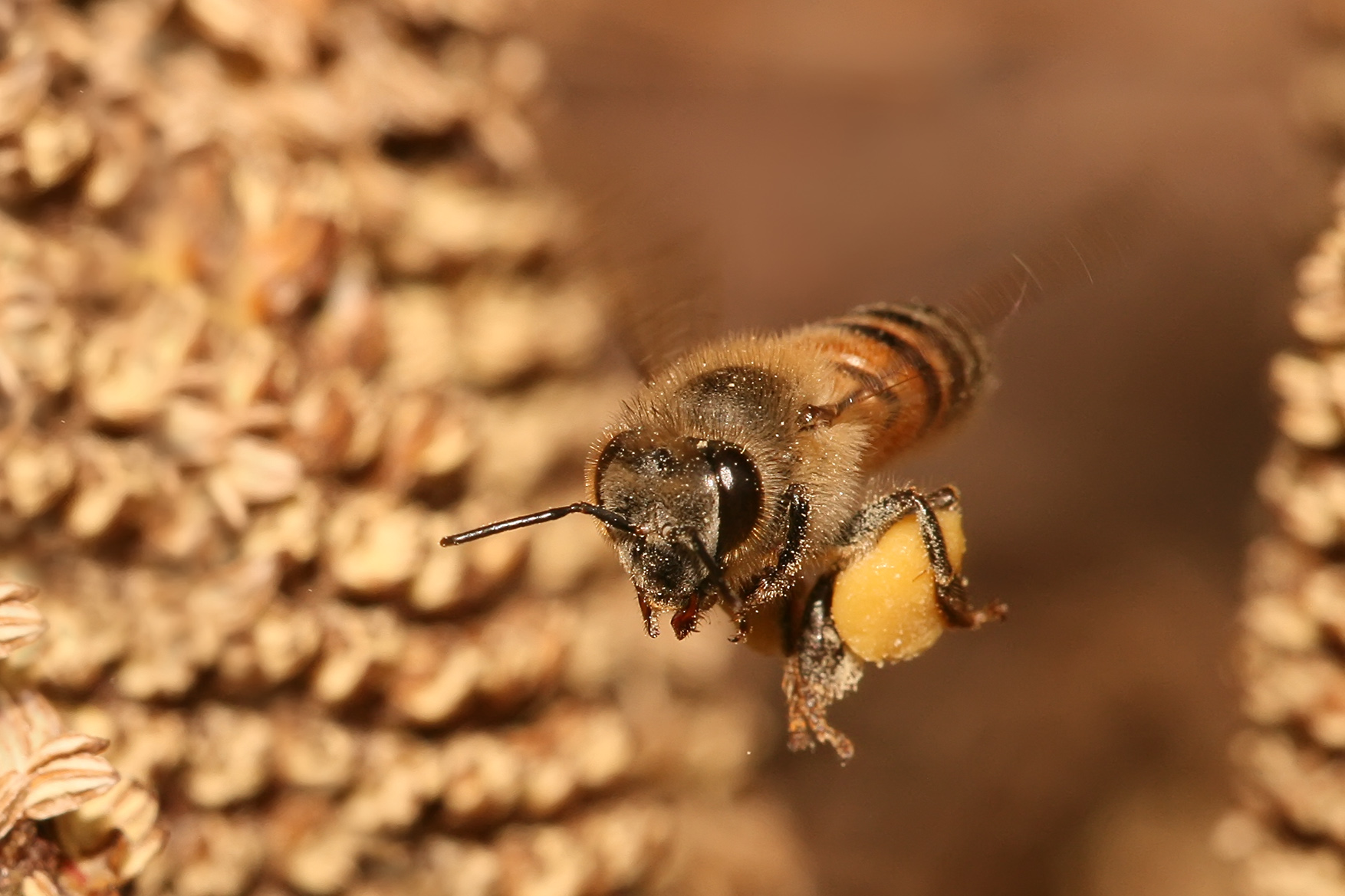
Flygande bi med full pollensäck

Parningen försiggår endast en gång under drottningens liv och sker under en utflykt som den unga drottningen företar långt från samhället, där träffar hon drönare från traktens andra bisamhällen. Drönarna parar sig endast med en enda hona, medan honorna parar sig med flera drönare, vanligen omkring 10. Varje samlag tar bara mellan 2 och 5 sekunder. I samband med samlaget lossnar hanens könsdelar från hans kropp mer eller mindre explosionsartat, ibland med ett hörbart ljud, och fastnar i honans vagina (de hindrar dock inte henne att para sig med andra hanar efteråt). Hanen faller till marken och dör strax därefter.
Hannarnas sädesvätska sparas i en särskild sädesbehållare hos honan. Drottningen kan själv vid äggläggningen styra om ägget ska befruktas eller inte. Ur obefruktade ägg utvecklas drönare. Arbetsbin och drottningar utvecklas däremot ur befruktade ägg.
Att drottningen parar sig med flera drönare anses betydelsefullt för genetisk mångfald, vilket motverkar förödande inavel, och bäddar för en framgångsrik, livskraftig population.
Bina kan medvetet påverka avkommans egenskaper. Mot slutet av nektarsäsongen blir därför de senast framkläckta exemplaren särskilt övervintringshärdiga.
Under äggläggningen ledsagas drottningen av arbetsbin, som ger henne mat. Hon lägger ett ägg i varje cell. Innan hon lägger ägget sticker drottningen in huvudet, liksom för att kontrollera att allt är i ordning. Därefter kryper hon åter ut, sticker in bakkroppen och lägger ägget på cellens botten. Ägget är vitt, genomskinligt, cirka 2 millimeter långt, svagt böjt och något spetsigare i ena änden än i den andra. Samtidigt som drottningen vandrar vidare utefter vaxkakan skyndar sig arbetsbin att förse cellen med en liten hög av vitt mos, producerat av nektar, pollen och vatten. Efter tre dygn, det vill säga på fjärde dagen, kommer larven ut ur ägget, äter upp moset, sträcker fram huvudet och får mera mat i form av så kallade bibröd, berett av pollen och nektar. 

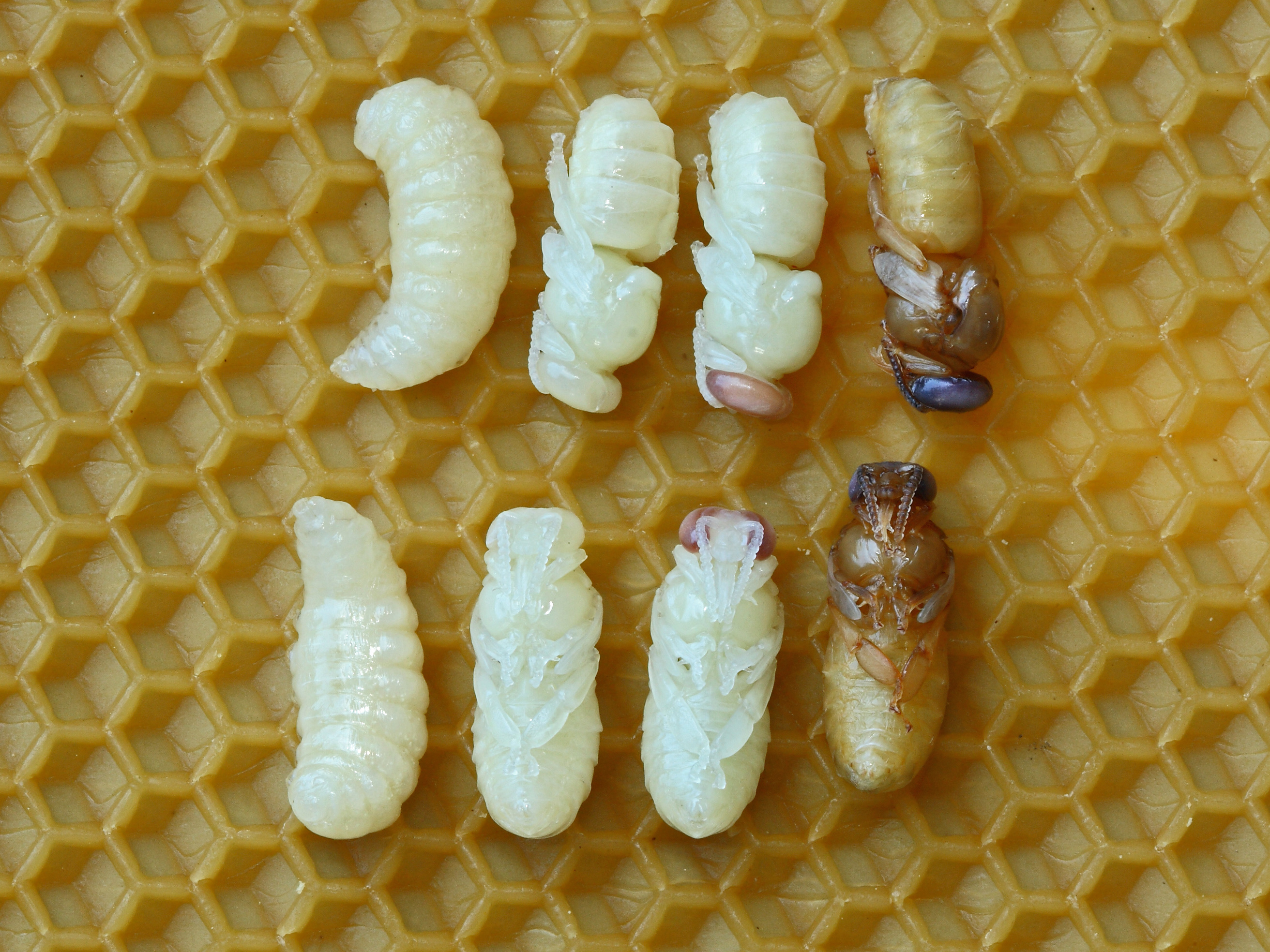
Stadier i utvecklingen av en drönarpuppa

Larven växer nu så snabbt att den på nionde dagen från äggets läggning fyller nästan hela cellen. Cellen förses då med ett vaxlock. Dessa med lock försedda celler är därefter kontinuerligt täckta av bin, som ruvar ynglet. Inuti cellen spinner larven kring sig en kokong av silke och förpuppas. 21 dygn efter äggläggningen kommer det fullbildade arbetsbiet fram ur puppan. Drönarnas utveckling tar 24-25 dygn, medan drottningen kommer fram redan 15-17 dygn efter äggets läggning.  
Långtifrån alla drönare får möjlighet att para sig med en hona. De som inte gör så, och alltså överlever, körs ändå ut ur kupan till hösten, och sticks vanligen ihjäl i samband med detta. Företeelsen brukar kallas "drönarslakten". Drönarnas livstid uppgår i allmänhet till ungefär 3 månader. Arbetsbin kan leva 9 månader. Men under den brådaste arbetstiden på sommaren når de endast en ålder av 6 veckor. Drottningen kan leva 4-5 år. Om ett bisamhälle av en eller annan anledning blivit utan drottning, kan denna brist ersättas, under förutsättning att arbetsbilarver finns, vilkas celler ännu inte är täckta med lock. I så fall byggs en cell innehållande ägg eller larv av arbetsbi om i största hast. Väggarna rivs ned och en rymlig drottningcell inrättas. Rikligt med näring tillföres larven, och bina ruvar den med största omsorg. Dessa bemödanden kröns vanligen med framgång, genom att det ur cellen kommer fram en fullt utbildad drottning. Av detta framgår att de ägg ur vilka drottningar och arbetsbin utvecklas är av samma slag och att den olika utvecklingen beror på olikhet i föda och bostad.

### Svärmning

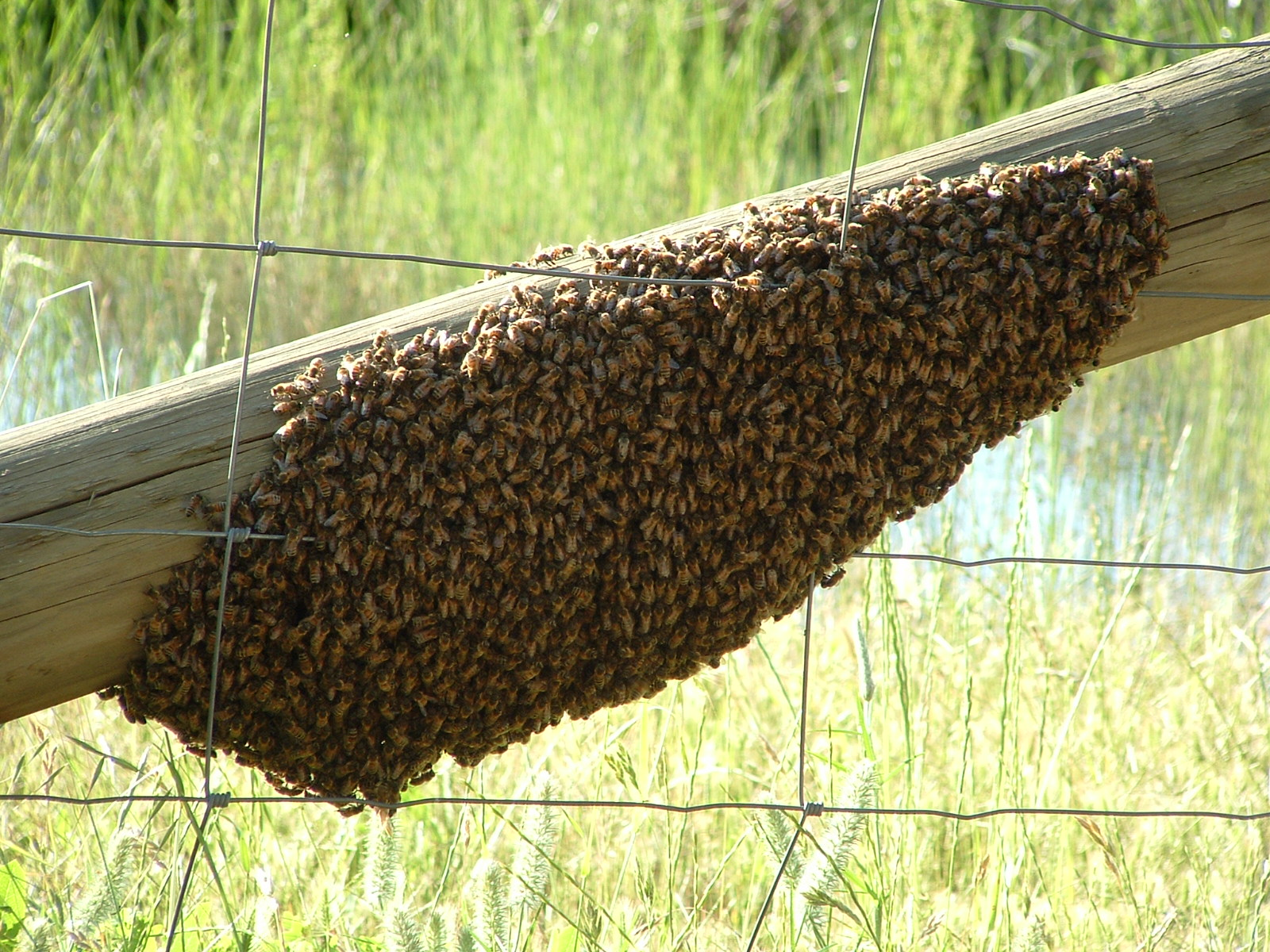
Bisvärm

På försommaren lägger drottningen ägg i några drottningceller. Så snart en ny drottninglarv är färdig att kläckas börjar en viss oro märkas i kupan. Den gamla drottningen går ut i svärm vid lämplig väderlek och efter hand som de nya drottningarna några dagar senare kläcks (det kan vara så många som tjugo stycken) svärmar de tills samhället är helt utarmat. Denna så kallade svärmning företas endast i soligt väder och vanligen vid middagstid. Svärmen med den gamla drottningen (försvärmen) flyger vanligen inte långt, eftersom den befruktade och äggfyllda drottningen är för tung för att kunna flyga långa sträckor. 
Svärmen slår sig därför snart ned på en gren eller något annat lämpligt föremål och bildar en hängande klunga. Om man tar in denna i en tom kupa bosätter sig svärmen i den. I den lämnade kupan har minst en ny hona kommit fram och blivit hälsad som drottning av arbetsbin. Men eftersom det oftast är flera honor som kommer fram ungefär samtidigt, så måste en eller flera av dem rymma fältet, åtföljd av sina trogna, för det kan inte existera mer än en drottning i ett samhälle utan att strid på liv och död uppstår mellan dem. Genom sådan utvandring uppkommer eftersvärmarna. En eftersvärm flyger vanligen längre bort, eftersom den obefruktade honan är lättare och rörligare. Eftersvärmarna kräver också större påpasslighet från biodlarens sida. 
Om inte svärmen blir intagen uppsöker den något ihåligt träd, en murspricka eller någon annan passande lokal och grundar där ett nytt samhälle. Ett sådant förvildat samhälle dör oftast ut redan under den kommande hösten eller vintern. Att ett förvildat samhälle dör under vintern kan ha flera orsaker, som utsatthet för allt för sträng kyla och fukt (fukt kan leda till mögelangrepp och bakteriebildning), svält, sjukdom, eller att boet blir förstört av vilda djur, hårt väder eller annan störning. Dock finns det exempel på att vilda bisamhällen klarat sig i åratal även i nordliga kalla klimat. Den första eftersvärmen (den så kallade andrasvärmen) kommer ungefär nio dagar efter försvärmen. Tredjesvärmen kommer på tredje dagen efter andrasvärmen. Därefter kan eftersvärmar följa nästan dag för dag. Ofta händer det dock att bina har tillfredsställt sin svärmlystnad redan efter andrasvärmen och därför dödar alla kvarvarande drottninglarver. Tre veckor efter försvärmens avgång sägs moderkupan ha avsvärmat. Det betyder att någon ytterligare svärm inte är att förvänta under den sommaren.

### Sjukdomar, parasiter och skadegörare i bisamhället
Det finns bland insekterna flera fiender till honungsbiet. Dessa är dels rovinsekter som överfaller och dödar bin under deras utflykter, till exempel bivargen och getingar, dels parasiter, som innästlar sig i bikuporna, till exempel majbaggar, puckelflugor, vaxmalen och bilusen. Lilla kupskalbaggen (Aethina tumida), sammetsgetingen (Vespa velutina) och kvalstret Tropilaelaps spp  är exotiska skadegörare som ännu inte påvisats i Sverige men är reglerade i svensk lagstiftning.
Under andra halvan av 1900-talet spreds biparasiten varroakvalster från sitt ursprungsland Indien till hela västvärlden. De indiska biarterna har tolerans mot varroa, vilket övriga honungsbin saknar.
En bipopulation, kallad bondbin på Gotland tycks dock av naturen vara motståndskraftigt mot varroa-angrepp. Man vet ännu (2015) inte varför, men saken är under studium av Sveriges lantbruksuniversitet (SLU).
Amerikansk yngelröta, som orsakas av den sporbildande bakterien Paenibacillus larvae, drabbar täckt biyngel vilket får ynglet att ruttna och bli ett brunt illaluktande slem.  Det är en svårutrotad, mycket smittosam bisjukdom som måste behandlas omgående för att undvika spridning. SLU studerar diagnosmetoder för amerikansk yngelröta. Det har bland annat visat sig att av yngelröta angripna bipuppor avsöndrar lättflyktiga organiska föreningar. I Sverige består "behandlingen" av att man eldar upp hela samhället med vaxramar.
Andra farliga bisjukdomar är Apis mellifera filamentous-virus (AmFV) samt befarat Bee Makulalike virus (Bee MLV). Bee MLV är vanligt i Frankrike, Belgien och USA, men har ännu (2015) ej konstaterats i Sverige och Storbritannien. Eventuellt är trots allt Bee MLV ej skadligt för honungsbiet.
Deformed Wing Virus (DWV) förekommer hos bipuppor, och resulterar i förkrymta vingar hos det färdiga biet, som då får dålig flygförmåga.
Apistan, en acaricid, dödar kvalster och är effektivt mot varroa-angrepp, men negativa sidoeffekter har rapporterats. Det verksamma ämnet i apistan är tau-fluvalinat, som är registrerat som läkemedel i Sverige.
Black Queen Cell Virus (BQCV) och säckyngel (Sacbrood virus, SBV) är vanligt förekommande i svenska bisamhällen.
Raps och rybs är viktiga nektarväxter för honungsbin. Dessa växter är utsatta för diverse växtsjukdomar, som tidigare har bekämpats genom betning av utsädet med olika preparat innehållande ämnen av neonikotinoidtyp:
- klotianidin
- imidakloprid
- tiametoxan

Man har emellertid funnit att dessa, tidigare godkända medel, är ohälsosamma för bin och andra för jordbruket viktiga pollinatörer. Dessa ämnen är därför sedan 2013 förbjudna att inom EU användas mot blommande växter. EC-förordningen 1107/2007 föreskriver att tidigare tillstånd för nämnda ämnen kan dras in, om givna tillståndskrav inte anses uppfyllda. Med stöd av denna förordning beslöt svenska Kemikalieinspektionen 2015–06–12 att avslå ansökningar för fortsatt tillstånd för preparaten  Butisan Top och Nimbus CS där de verksamma ämnena utgörs av dessa neonikotinoider. Beslutet har emellertid överklagats till Miljödomstolen, men åtminstone intill 2015–11–02 hade ännu ingen dom fallit.

### Försvar
Gadden är ett omvandlat äggläggningsrör, som leder gift från en giftkörtel. Risken att få detta gift injicerat av biets gadd fungerar mycket bra som avskräckningsmedel på de högre djuren. Till skillnad från andra bin (exempelvis humlor) som kan sticka flera gånger, har gadden hos honungsbinas arbetare kraftiga hullingar, så att biet inte kan dra ut den efter att det har stuckit ett större djur som ett däggdjur. När biet flyger iväg slits gadden och en del av bakkroppen därför loss från biet, som kort därefter dör av skadorna. I gengäld kommer gadden att fortsätta pumpa ner gift i sticksåret, och oskadliggöra offret. Detta gäller emellertid bara större djur som likt däggdjur har köttiga vävnader som gadden kan fastna i. Andra leddjur, som till exempel angripande insekter, kan även arbetarna sticka flera gånger. Gadden skickar dessutom ut doftämnen i luften som larmar de andra i bisamhället och får även dem att gå till anfall. Bigiftet är komplext sammansatt och innehåller peptider och enzymer som förstör cellernas skyddande fettlager. Det förstör också hudens mastceller, vilket gör att histamin frigörs, något som orsakar smärta, svullnad och i värsta fall en allergisk reaktion..

## Biodling
Honungsbiet tillhandahåller flera olika varor och tjänster. Biodlare tar vara på dessa genom att förse bina med en bikupa att bo i. Det är viktigt för kolonins produktionsförmåga att bikupan är lämpligt utformad. Moderna bikupor kan vara transportabla, så att bina kan förflyttas till platser där tillgången på nektar är god och ibland till odlingar som behöver binas pollinering. 
Honungsbiets största ekonomiska värde kommer från den pollinering av grödor som det utför. Som exempel är mandelodlingen i Kalifornien beroende av att bikupor transporteras dit från varmare trakter, eftersom mandel måste pollineras så tidigt på våren att lokalt anpassade bin inte har tillräcklig kapacitet vid den tiden på året. 
Bina samlar in nektar och andra söta vätskor från växter, framför allt växternas blommor. Dessutom kan bina under vissa omständigheter samla in den söta vätska som växtlöss producerar. Nektarn omvandlas inne i biets kropp till honung. Biet kräks upp honungen när det är tillbaks i kupan. Honungen lagras, liksom pollen, i vaxkakornas celler. 
Biodlaren skördar honungen genom att ovanpå binas yngelrum sätta en så kallad skattlåda som avskiljs från yngelrummet med ett nät som låter arbetsbina passera fritt men som inte släpper igenom den något större drottningen, detta förhindrar äggläggning. När biodlaren bedömer att bina har flugit färdigt på sin huvudsakliga nektarkälla, samlar han in skattlådorna och slungar vaxkakorna efter att först ha tagit bort det skyddande lager av vax som bina täcker de fulla cellerna med, det så kallade täckvaxet. En honungsslunga är i stora drag en centrifug med plats för ett visst antal vaxkakor. Den relativt lättflytande, sirapslika nyslungade honung som är resultatet, samlas upp i ett förvaringskärl där den efter ett par dagar börjar kristallisera. Biodlaren måste då röra om i honungen för att den inte ska bli grynig. När honungen fått lagom fast konsistens tappar biodlaren upp den på burkar. Den färdiga honungens egenskaper är starkt beroende av vilka källor bina huvudsakligen samlat in nektar från. Som exempel ger raps en mycket fast, nästan vit honung med kraftig sötma.
Vid en viss ålder utsöndrar arbetarbin bivax från körtlar på bakkroppen. Vaxet används till att bygga väggarna och locken på cellerna i bikakan. Människan kan använda bivaxet i flera olika produkter, till exempel ljus. 
Råvaran till biets produktion av propolis, eller "bikitt", är kåda från barrträd och harts som finns utanpå knopparna hos vissa lövträd.  Bina använder det till att laga sitt bo, till exempel genom att fylla igen springor. Det är vanligt att man äter det för dess tänkta hälsobringande effekter.
För att kunna få någorlunda kontroll på bina vid arbete med bikupan används rök, ofta från en så kallad rökpust. Röklukten gör att bina sätter sig och provianterar, antagligen som förberedelse inför flykt från annalkande brand.

## Plötslig bidöd
Från cirka 2007 och framåt har binäringen observerat en omfattande bidöd i bipopulationer. I USA benämns syndromet Colony Collapse Disorder, men orsaken är fortfarande omdebatterad. Kvalster och sjukdomar orsakar en del av den globala bi-döden, andra bidragande orsaker är intensivt jordbruk, klimatförändringar och bekämpningsmedel. En litteraturöversikt från 2013 pekar särskilt på att neonikotinoider i de mängder som ofta används kan skada bin och menar att det finns ett brådskande behov att ta fram säkrare alternativ.